# Ecrã multitátil

Tela Multi-touch

Em computação, um ecrã multitátil (português europeu) ou tela multitoque (português brasileiro) é uma superfície de detecção de toque (por exemplo, uma bola de comando ou um ecrã tátil) com a capacidade de reconhecer a presença de dois ou mais pontos de contacto com a superfície . Esta consciência plural ponto é muitas vezes usada para implementar funcionalidades avançadas, como pitada de zoom ou ativar programas predefinidos.
O conceito é implementado de diferentes formas, dependendo do fabricante e das características da interface, como o tamanho e o tipo. Tanto mesas quanto paredes de toque projetam uma imagem através de acrílico ou vidro. Quando um dedo ou outro objeto de interação toca a superfície, causando a dispersão da luz, a reflexão é capturada por sensores ou câmeras que enviam a informação para um software que determinará a resposta ao estímulo. Superfícies de toque também podem ser sensíveis ao toque através da utilização de malhas que flexionam diferentemente, dependendo do quão firme são pressionadas. Em contrapartida, tecnologias de mão, como dispositivos móveis, utilizam painéis carregados eletricamente. Quando um dedo toca no ecrã, há uma alteração no campo elétrico, que estimula uma entrada de dado registrada do software.

## História do multitoque
O uso de touchscreen tecnologia para controlar dispositivos eletrônicos de pré-lançamento da tecnologia multitoque e o computador pessoal. Sintetizador  e construtores de instrumentos eletrônicos, como Hugh Le Caine e Bob Moog experimentou com o uso de sensores capacitivos sensíveis ao toque para controlar os sons feitos por seus instrumentos. IBM começou a construir as primeiras telas de toque no final da década de 1960, e, em 1972, Control Data lançou o PLATO IV computador, um terminal utilizado para fins educacionais que empregavam pontos de um único toque em uma matriz 16x16 como sua interface de usuário.
Uma das primeiras implementações de tecnologia touchscreen capacitância mútua foi desenvolvido em  com base em suas telas sensíveis ao toque capacitância desenvolvidos em 1972 pelo dinamarquês engenheiro eletrônico Bent Stumpe. Esta tecnologia foi utilizada para desenvolver um novo tipo de interface homem-máquina (HMI) para a sala de controle do Super Proton Synchrotron acelerador de partículas.
Em uma nota manuscrita datada de 11 de março de 1972, Stumpe apresentou a sua proposta de solução - uma tela de toque capacitivo com um número fixo de botões programáveis apresentados em um display. A tela foi composto por um conjunto de condensadores, construídas numa película de cobre sobre uma chapa de vidro, cada condensador sendo construída de modo que um condutor plano nas proximidades, tal como a superfície de um dedo, iria aumentar a capacidade de uma quantidade significativa. Os condensadores foram consistir de linhas finas gravadas no cobre sobre uma folha de vidro - o suficiente fina (80 um) e suficientemente afastadas (80 um) a ser invisível (CERN Correio P117 abril 1974). No dispositivo final, um revestimento de verniz simples impediu que os dedos de realmente tocar os capacitores.
Tecnologia multi-touch começou em 1982, quando a Universidade de Toronto desenvolveu o primeiro sistema multi-touch-input humano.O sistema utilizado um painel de vidro fosco com uma câmera colocada atrás do vidro. Quando um dedo ou alguns dedos pressionavam sobre o vidro, a câmera seria detectar a ação de uma ou mais manchas negras em um fundo branco de outra forma, permitindo que ele seja registrado como entrada. Desde que o tamanho de um ponto era dependente da pressão (a força que a pessoa estava pressionando sobre o vidro), o sistema foi um pouco sensíveis à pressão bem.
Em 1983, a Bell Labs publicou uma discussão detalhada sobre tais interfaces, e no ano seguinte desenvolveu uma tela de toque que podia modificar imagens com mais de uma mão. Em 1985, o grupo da Universidade de Toronto desenvolveu uma mesa de multitoque que usava capacitância ao invés de uma câmera para registrar as entradas. Entretanto, um ponto primordial acontecem em 1991, quando Pierre Wellner publicou um artigo sobre sua mesa digital de multitoque.
Em 1984, Bell Labs projetou uma tela sensível ao toque que pode mudar as imagens com mais de um lado. Em 1985, o grupo da Universidade de Toronto, incluindo Bill Buxton desenvolveu um tablet multi-touch que usou capacitância, em vez de sistemas de sensoriamento óptico baseado em câmera volumosos.
Sears et ai. (1990) deu uma revisão da pesquisa acadêmica em single e multi-touch touchscreen interação humano-computador da época, descrevendo gestos de toque simples, como botões de giro, passando a tela para ativar um switch (ou um gesto em forma de U para um interruptor), e teclados touchscreen (incluindo um estudo que mostrou que os usuários podem digitar a 25 ppm para um teclado touchscreen em comparação com 58 ppm de um teclado padrão, com multi-touch hipótese de melhorar a taxa de entrada de dados); gestos multi-touch, como selecionar um intervalo de uma linha, ligando objetos, e um gesto tap-click para selecionar, mantendo a posição com outro dedo também são descritas.
Um avanço ocorreu em 1991, quando Pierre Wellner publicou um artigo sobre o seu multi-touch "Mesa Digital", que apoiou movimentos multi-dedo e beliscar.
Plataforma de toque da Microsoft de mesa Microsoft PixelSense, que iniciou o desenvolvimento em 2001, interage tanto com o toque usuários e seus dispositivos eletrônicos.
Da mesma forma, em 2001, a Mitsubishi Electric Research Laboratories (ACEL) iniciou o desenvolvimento de um sistema multi-usuário multi-touch, chamado DiamondTouch, também baseado em capacitância, mas capaz de diferenciar entre vários usuários simultâneos (ou melhor, as cadeiras em que cada usuário está sentado ou o floorpad o usuário está em pé), o DiamondTouch tornou-se um produto comercial em 2008.
Dispositivos de toque de pequena escala estão rapidamente se tornando lugar comum, com o número de telefones de tela de toque deverá aumentar de 200 mil enviados em 2006 para 21 milhões em 2012.
<! -
Recentemente, Displax revelou uma nova abordagem para multitouch que também detecta o movimento do fluxo de ar. De acordo com Daniel Wigdor, uma experiência de usuário arquiteto da Microsoft que se concentra em computação gestual e multitoque: "Se Displax pode fazer isso em telas maiores, ele realmente vai ser uma das primeiras empresas a fazer o que chamamos de multitoque maciço (...) Se você olhar para a tecnologia comercial existente para grandes telas sensíveis ao toque, eles usam câmera infravermelha que pode sentir apenas 2-4 pontos de contato.
Alguns dos primeiros dispositivos de apoio multi-touch foram:
- Mitsubishi Diamond Touch (2001)
- A Apple iPhone (anunciado 09 de janeiro de 2007)
- Microsoft PixelSense (anteriormente Surface) (29 de maio, 2007)

## Marcas e fabricantes

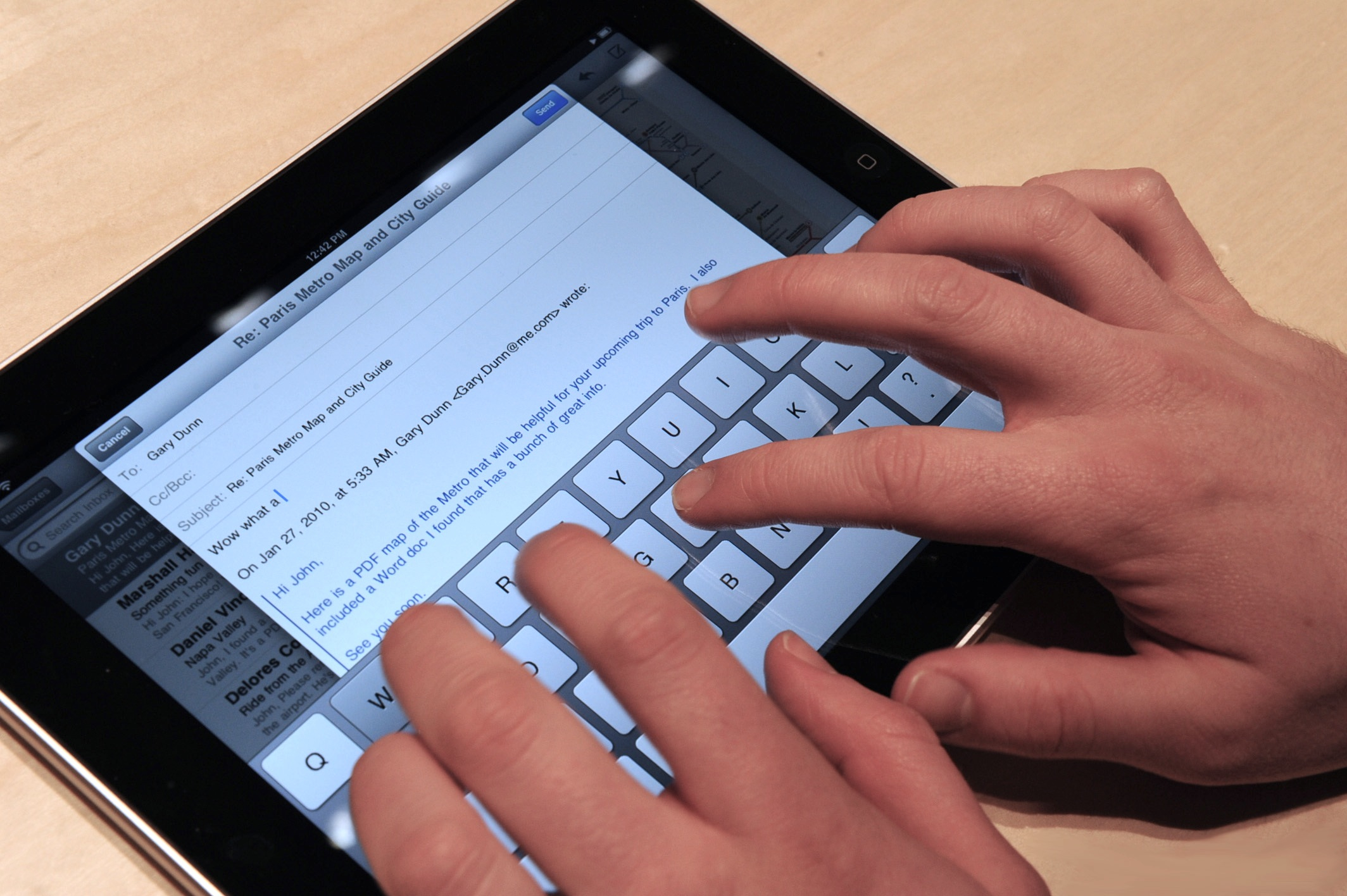
Um teclado virtual em um iPad

A Apple tem distribuído inúmeros produtos utilizando a tecnologia multi-touch, incluindo o mais proeminente o seu smartphone iPhone e o tablet iPad . Além disso, a Apple também tem várias patentes relacionadas com a implementação do multi-touch em interfaces de usuário, no entanto, a legitimidade de algumas patentes tem sido contestada. A Apple tentou registrar "Multi-Touch" como uma marca nos Estados Unidos, porém seu pedido foi negado pelo United States Patent and Trademark Office, porque considerou o termo genérico.
Detecção e processamento de multi-toque ocorre através de um sensor ASIC que é ligado à superfície sensível ao toque. Normalmente, as empresas separadas fazer o ASIC e tela que combinam em uma tela sensível ao toque e, inversamente, a superfície de um trackpad e ASIC geralmente são fabricados pela mesma empresa. Houve grandes empresas nos últimos anos, que têm expandido para a indústria multi-touch crescendo, com sistemas projetados para tudo, desde que o usuário casual para organizações multinacionais.
Agora é comum para os fabricantes de laptop para incluir multi-touch trackpad s em seus laptops, e tablet s respondem ao toque de entrada ao invés de entrada de caneta tradicional e é suportado por muitos recente sistemas operacionais.
Algumas empresas estão se concentrando em computação de superfície em grande escala, em vez de eletrônicos pessoais, tanto grandes mesas multi-touch ou superfícies de parede. Estes sistemas são geralmente utilizados por organizações governamentais, museus e empresas como meio de informações ou de exposição.

## Implementações
Multi-toque foi implementado de várias maneiras diferentes, dependendo do tamanho e tipo de interface. A forma mais popular são os dispositivos móveis,  tablets, touchtables e paredes. Ambos touchtables e paredes toque projetar uma imagem através de acrílico ou vidro, e, em seguida, back-light a imagem com LEDs.
As funções de tecnologia toque óptico quando um dedo ou de um objecto toca a superfície, provocando a luz se espalhe, o reflexo é detectada com os sensores ou câmaras que enviam os dados para o software que dita resposta ao toque, dependendo do tipo de reflexão medidos. Superfícies de toque também pode ser feito sensível à pressão, por meio da adição de uma camada sensível à pressão que se flexiona de forma diferente dependendo da forma como ele é pressionado firmemente, alterando a reflexão,tecnologias portáteis usar um painel que carrega uma carga elétrica. Quando o dedo toca a tela, sensível ao toque interrompe o campo elétrico do painel. A interrupção é registada e enviada para o software, o qual, em seguida, inicia uma resposta ao gesto.
Nos últimos anos, várias empresas lançaram produtos que usam multi-touch. Na tentativa de tornar a tecnologia mais acessível caro, amadores também têm publicado métodos de construção de DIY touchscreens.